# Radio Sele

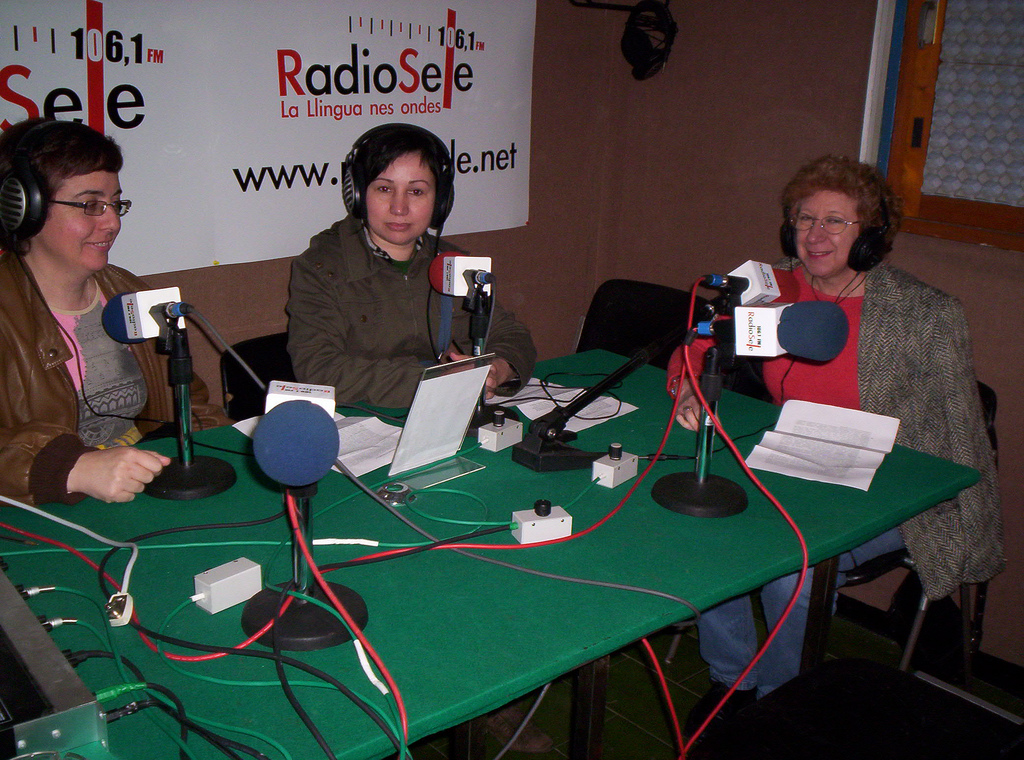
Estudio de Radio Sele.

Radio Sele es una emisora de radio del Principado de Asturias (España) que emite en asturiano desde Oviedo. En la actualidad, es la mayor radio de las que emite la totalidad de sus contenidos en esta lengua, y se puede sintonizar tanto a través de la FM (106.1 para toda Asturias) como a través de Internet, en su página web. 
Emite desde febrero de 1986.
En 1998, bajo el gobierno de Sergio Marqués, Radio Sele se presentó a un concurso abierto para la concesión de licencias comerciales de radio, obteniendo la más alta puntuación y por tanto la licencia, que le permitía aumentar su cobertura y posibilidades publicitarias.
Unos años más tarde, el nuevo presidente Vicente Álvarez Areces modificó las condiciones del concurso con efecto retroactivo, pasando la licencia a manos de una persona vinculada al PSOE, en una controvertida decisión que fue recurrida por Radio Sele ante los tribunales. En 2005, el juez falla a favor de Radio Sele, declarando la modificación del concurso como ilegal y obligando a la devolución de la licencia a su adjudicatario original. El Gobierno asturiano aún no ha cumplido la sentencia, y en el dial asignado a Radio Sele emite actualmente una emisora que actúa como mero poste repetidor de la señal de Punto Radio.
En la actualidad, son 20 los programas que se emiten en directo, aunque hay una programación musical con la que se cubren las 24 horas del día. Tiene cobertura en la mayoría de las principales localidades asturianas. 
Desde 2003, la popularidad de la emisora ha crecido entre un sector de la población asturiana gracias a sus retransmisiones de todos los partidos del Real Oviedo, realizando en ocasiones grandes esfuerzos económicos para seguir al equipo en todos sus desplazamientos en Tercera División y en Segunda B.
En septiembre de 2006, la emisora se vio obligada a cambiar la frecuencia de emisión habitual hasta entonces (en el 106.5 de FM) por el 106.1, debido a que su señal era interferida por el inicio de emisiones radiofónicas del canal público autonómico Radio Televisión del Principado de Asturias, a través del 106.4.